# Legirani čelik
Legirani čelik je vrsta čelika u kojem odlučujući utjecaj na njegova svojstva imaju legirni elementi, tj. oni kemijski elementi koji se namjerno dodaju da bi se postigla određena svojstva. Niskolegirani čelici imaju do 5% dodanih elemenata, a visokolegirani više od 5%.

## Vrste legiranih čelika

### Legirani čelici za poboljšanje
Legirani čelici za poboljšanje imaju od 0,25 do 0,6% ugljika, a mogu biti: 
- manganski čelici (1,2 - 1,6% Mn); koriste se za osovine i vratila. Mangan-silicijski čelici koriste se za veće zupčanike;
- kromovi čelici (1 - 1,5% Cr-Si); koriste se za jako opterećena koljenasta vratila i zupčanike;
- krom-molibdenski čelici (1% Cr; 0,2% Mo); koriste se za sitnije žilave dijelove;
- krom-niklovi čelici (0,6 - 1,5% Cr i 1 - 3,5% Ni); koriste se za zupčanike mjenjača, dijelove turbina koji rade na temperaturama do 500 °C.

### Legirani čelici za otvrdnjavanje površine
Za površinsko kaljenje koriste se Cr-Mn i Mn-Si čelici s 0,3 - 0,5% ugljika. Za cementaciju upotrebljavaju se čelici s C < 0,25% i legirani s Cr, Cr-Mn, Cr-Mo i Cr-Ni. Tako se kromovi čelici (npr. čelik 15Cr3) koriste za bregaste osovine, osovine klipova, vretena i drugih dijelova izloženih trošenju. Slično ovome i krom-niklovi i krom-manganski čelici za cementaciju upotrebljavaju se za izradu zupčanika mjenjača i diferencijala (npr. čelici 15CrNi6, 16MnCr5), a krom-molibdenski čelici za bregaste osovine, zupčanike, kardanske zglobove (npr. čelik 25CrMo4). Čelici za nitriranje (npr. 34CrAlNi7, 34CrAlMo5) postižu traženu površinsku tvrdoću (900 - 950 HV) sitno dispergiranim nitridima aluminija, kroma i molibdena, bez naknadne toplinske obrade (neophodno je prethodno poboljšanje). Ugljik se ograničava na 0,45% radi sprječavanja stvaranja karbida kroma i molibdena, koji imaju manju tvrdoću nego nitridi. Nitriranju se podvrgavaju cilindri motora i pumpi, zupčanici, kalupi za lijevanje pod pritiskom, alati za prešanje, probijači i sl.

### Čelici za opruge
Čelici za opruge trebaju imati visoku granicu razvlačenja, zadovoljavajuću istezljivost, te odgovarajuću dinamičku izdržljivost (npr. opruge automobila, odbojnici vagona, oslonci temelja strojeva). Posebno se za neke primjene traži otpornost na koroziju i povišene temperature. Tražena svojstva postižu se hladnom deformacijom (valjanje, vučenje) ili toplinskom obradom. Svojstva elastičnosti poboljšava dodatak 0,15 - 1,8% silicija, a prokaljivost se kod većih presjeka povećava dodacima 1% mangana ili 1% kroma. Tako se npr. čelik 38Si7 primjenjuje za podloške i opruge, 51Si7 za stožaste vagonske opruge, spiralne vagonske opruge, 67SiCr5 za spiralne opruge za udarna opterećenja, torzione opruge, opruge ventila, 50CrV4 za najopterećenije opruge vozila.

### Čelici za valjne ležajeve
Čelici za valjne ležajeve trebaju imati veliku tvrdoću i otpornost na trošenje, sposobnost obradljivosti rezanjem i deformiranjem, dobru prokaljivost uz minimalnu deformaciju. To su uglavnom kromovi čelici s visokim sadržajem ugljika i najviše čistoće (sastava 1% C i 0,50 - 1,50% Cr). Toplinska obrada se sastoji od kaljenja s 850 °C u ulju i niskog popuštanja (160 °C).

### Čelici za niske temperature
Čelici za rad pri niskim temperaturama sadrže nikal ili mangan i nizak sadržaj ugljika (0,1 - 0,15%). Pri 3 - 5% nikla, temperatura prelaska u krhko stanje je na oko -100 °C, a pri 8 - 10% nikla na oko -200 °C. Uglavnom služe za izradu transportnih i stacionarnih spremnika za suhi led (CO2) ili tekući metan (CH4). Za rad na još nižim temperaturama (npr. za skladištenje i transport tekućih tehničkih plinova) koriste se austenitni Cr-Ni čelici s niskim sadržajem ugljika ili Cr-Mn-Ni-N-čelici.

### Čelici za ventile motora
Čelici za ventile motora s unutarnjim izgaranjem izloženi su pri radu visokim temperaturama (do 900 °C) i cikličkim promjenama temperature. Stoga moraju zadržati dobra mehanička svojstva na povišenim temperaturama i da budu vatrootporni. Najčešće se primjenjuju visokolegirani kromovi čelici X45CrSi19-3 (0,40% C; 3,2% Si; 9,0% Cr), X45CrMoV15 (0,5% C; 16,5% Cr; 2,0% Mo), a za najopterećenije ventile X6CrNiMoTi17/12/2 (0,45% C; 1,5% Si; 14,5% Cr; 1,3% Ni i 3% W). Za slabije opterećene usisne ventile može odgovarati čelik 67Si7 (0,6% C; 1,7% Si i 0,7-1% Mn).

### Čelici povišene čvrstoće
Čelici povišene čvrstoće ili mikrolegirani čelici razvijeni su posljednjih tridesetak godina s ciljem da se smanji masa konstrukcije: mostova, brodova, spremnika, cisterni, cijevi pod tlakom sl. Tehnologija mikrolegiranja omogućila je proizvodnju nove kategorije čelika, koji predstavljaju konvencionalne ugljične čelike s minimalnim dodacima legirajućih elemenata (manje od 0,50%), radi povećanja granice razvlačenja, čvrstoće i tvrdoće. Prvi put je ova tehnika bila primijenjena na čeličnim limovima. Znatno kasnije mikrolegiranje je iskorišteno za proizvodnju šipki da bi se izbjegla toplinska obrada poslije kovanja. Posebno je važna primjena ovih čelika za transportna sredstva gdje smanjenje mase direktno utječe na moguće opterećenje. Trenutno se čelici povišene čvrstoće isporučuju u svim standardnim valjanim oblicima kao što su: limovi, trake, ploče, nosači, šipke i specijalni profili. Za ove čelike karakteristična je anizotropija mehaničkih svojstava, jer se obradljivost deformiranjem i čvrstoća znatno mjenjaju u odnosu na smjer valjanja.

## Utjecaj legirajućih elemenata u čeliku
Najčešći legirajući kemijski elementi prisutni u čelicima su krom, nikal, mangan, silicij, volfram, vanadij i molibden. U posebnim slučajevima čelik se može legirati kobaltom, titanijem, aluminijem, niobijem i dr. Legirajući elementi se u čeliku pojavljuju: 
- otopljeni u α-željezu (ferit) ili γ-željezu (austenit);
- kao spojevi (karbidi, intermetalni spojevi);
- kao nemetalni uključci (oksidi, nitridi, sulfidi, fosfidi).

Poznato je da niti jedna skupina materijala ne može legiranjem toliko mijenjati svojstva kao čelik. Čeliku se dodaju određeni elementi kako bi se postiglo željeno svojstvo ili kombinacija svojstava gotovog proizvoda.
S obzirom na afinitet prema ugljiku, legirajući elementi se mogu podijeliti na karbidotvorce (npr. krom, volfram, molibden, vanadij, titan, niobij, tantal) i nekarbidotvorce (npr. nikal, mangan, kobalt). Karbidotvorci se najčešće spajaju s ugljikom u karbide Cr7C3, Cr23C6, W2C, WC, Mo2C, VC, V4C3, TiC, TaC, NbC, Fe3C i dr., ali mogu također dijelom supstituirati u kristalnu rešetku željeza te stvarati intermetalne spojeve (npr. FeCr, Fe2Mo i dr.). 
Prema utjecaju na dijagram stanja Fe-C, legirajući elementi se dijele na one koji proširuju područje austenita, pa se nazivaju gamageni elementi i one koji proširuju područje ferita, pa su to alfageni elementi. Područje austenita uglavnom proširuju nikal, mangan, kobalt itd. Legure s više od 10% Ni nemaju potpune transformacije γ→α, tj. više ne ispunjavaju potpuno jedan od uvjeta kaljivosti, pa nisu potpuno zakaljive. Legure koje sadrže više od 60% Ni nisu uopće zakaljive, pa i pri sobnoj temperaturi (ili ispod nje) ostaju austenitne.
Legirajući elementi koji proširuju područje ferita najčešće su krom, volfram, molibden i vanadij. Analizira li se dijagram stanja Fe-Cr, može se zaključiti da mogućnost transformacije γ→α postoji samo u legurama koje sadrže ispod 10% kroma, tj. samo takve legure ispunjavaju jedan od nužnih uvjeta kaljivosti. Međutim, u oba slučaja (Fe-Ni i Fe-Cr) u obzir nije uzet sadržaj ugljika koji je važan čimbenik za pojavu zakaljivosti. Ako bi se u obzir uzeo i utjecaj ugljika tada bi se binarni dijagram stanja Fe-Le (Le – legirajući element) pretvorio u ternarni dijagram Fe-C-Le. Istovremenim legiranjem s nekoliko legirajućih elemenata njihovo djelovanje na dobivanje ferita ili austenita se ne zbraja (npr. legura s 18% Cr i 7% Ni pri 20 °C je austenitna, a ne feritna, kako bi se moglo zaključiti s obzirom na visoki sadržaj kroma).
Tijekom sporog zagrijavanja čelika pri temperaturi Ac1 (723 °C) započinje odvijanje transformacije α→γ, te raspad karbida prema sljedećim jednadžbama: 
legirani čelik: [LeC] → [Le] + [C]
nelegirani čelik: [Fe3C] → 3[Fe] + [C]

### Utjecaj nečistoća na čelik
Prema sadržaju fosfora i sumpora, kao i prema čistoći, čelici su podijeljeni u tri kvalitetne grupe: 
- obični čelik (ukupno P i S max. 0,100%),
- kvalitetni čelik (P i S maksimalno po 0,045%) i
- plemeniti čelik (P i S maksimalno po 0,035 % ili 0,030 %).

### Korisni i štetni elementi za čelik
Elementi koji ulaze u sastav čelika mogu se podijeliti na: 
- korisne elemente: legirajući elementi (Cr, Ni ,Mo, Cu, W, V, Al ,Ti ),
- štetne elemente: ostaci troske u čeliku (Si, Mn, P, S, N, H, O, te nemetalni uključci).[3]

### Utjecaj raznih legirajućih elemenata
| Kemijski element | Maseni udio     | Prvenstvena uloga |
| ---------------- | --------------- | --- |
| Ugljik           | do 2,06%        | Budući da je ugljik sastavni dio čelika, ne smatra se legirajućim elementom, iako ima najveći utjecaj na svojstva čelika. Porastom udjela ugljika u čeliku raste čvrstoća i granica razvlačenja, a smanjuje se duktilnost i žilavost. Važan utjecaj ugljika je u osiguravanju zakaljivosti nelegiranih i legiranih čelika. Zakaljivost čelika predstavlja mogućnost kaljenja. Pritom je kod nelegiranih čelika uvjet da je sadržaj ugljika veći od 0,25%. Prokaljivost predstavlja dubinu zakaljenog sloja koja ovisi o kemijskom sastavu čelika i velićini kristalnog zrna austenita. Jako prokaljiv legirani čelik može se zakaliti i na debljim presjecima, a ugljični samo do debljine 16 mm. |
| Aluminij         | 0,95% – 1,30%   | Aluminij se najčešće koristi kao sredstvo za dezoksidaciju. Dodatkom aluminija čelik postaje manje osjetljiv prema starenju, te se potpomaže stvaranje sitnijeg zrna. Sposobnošću stvaranja nitrida, aluminij predstavlja veoma važan legirajući element za nitriranje (stvara spoj AlN). Također, reakcijom aluminija s niklom ili titanijem mogu nastati intermetalni spojevi Ni3Al i Ni3Ti. |
| Bakar            | 0,1% – 0,4%     | Bakar se rjeđe koristi kao legirajući element, jer se pri visokim temperaturama nakuplja ispod površinskog sloja ogorine, te uzrokuje površinsku osjetljivost tijekom kovanja ili valjanja (tzv. crveni lom). Dodatkom bakra može se povisiti omjer granica razvlačenja/vlačna čvrstoća, a ako ga ima iznad 0,4% tada omogućava precipitacijsko očvršćivanje. U kotlovskim limovima iz nelegiranih čelika, bakar u sadržaju do ≈ 0,35% povisuje postojanost prema atmosferskoj koroziji. Bakar može pozitivno djelovati na postojanost prema djelovanju različitih kiselina, ako mu sadržaj ne prelazi 1% (npr. viskolegirani čelici otporni na kiseline). |
| Bizmut           | -               | Povećava obradivost. |
| Bor              | 0,001% – 0,003% | Bor u nehrđajućim austenitnim čelicima omogućava precipitacijsko očvršćivanje (povišenje granice razvlačenja i vlačne čvrstoće), ali snižava otpornost prema općoj koroziji. Dodatkom bora se s jedne strane poboljšava prokaljivost nisko i srednje ugljičnih čelika, ali s druge strane pogoršava se njihova zavarljivost. |
| Cirkonij         | -               | Cirkonij je izrazito djelotvoran za dezoksidaciju i odsumporavanje. Sulfidi cirkonija su još manje štetni od sulfida mangana. Cirkonij kao karbidotvorac utječe na usitnjenje zrna, pa se dodaje u niskolegirane sitnozrnate čelike namijenjene poboljšanju. |
| Dušik            | ≈ 0,25%         | Dušik u većini slučajeva predstavlja nepoželjni element (nečistoća), ali se ponekad dodaje i kao legirajući element. Već 0,01% dušika povisuje granicu razvlačenja i čvrstoću, ali smanjuje deformabilnost i žilavost čelika. Brzim hlađenjem dušik može ostati zarobljen u rešetci željeza. U nelegiranim i niskolegiranim čelicima nije poželjan jer povećava sklonost takvih čelika prema starenju, posebno kod hladno deformiranih čelika (deformacijsko starenje). Pojava starenja rezultira porastom čvrstoće i smanjenjem žilavosti. Porastom temperature (200 - 300 °C), atomi dušika mogu difudirati u područje dislokacija već za vrijeme deformacije uz istovremeno stvaranje nitrida. Zbog toga takav čelik ne smije biti izložen deformaciji pri temperaturi 200 - 300 °C, jer postoji opasnost od pojave plavog loma. Ako se uz dušik dodaju elementi koji imaju veći afinitet prema dušiku od željeza (npr. aluminij, titan, niobij), dolazi do povlačenja dušika iz čvrste otopine u nitride, a čelik postaje otporan na starenje. U slučaju austenitnih nehrđajućih čelika, dušik predstavlja legirajući element jer kao intersticijski element znatno povećava granicu razvlačenja, te proširuje područje austenita. Legiranjem dušikom može se zamijeniti dodatak određene količine vrlo skupog nikla. Dušik se kao legirajući element najčešće dodaje u količini do ≈ 0,25%. |
| Fosfor           | ispod 0,06%     | Fosfor je nepoželjna primjesa u čeliku, te njegov maseni udio treba biti što je moguće niži (ispod 0,06%). Fosfor u čeliku tijekom skrućivanja dovodi do pojave primarnih segregacija. Izrazito spora difuzija fosfora u željezu uzrokuje nemogućnost njegove jednolike raspodjele. Nakon prolaska fronte skrućivanja, primarni dendritni kristali siromašni su fosforom i legirajućim elementima, dok ostatak taline sadrži fosfor i većinu nemetalnih uključaka. Toplim oblikovanjem se dendritna lijevana mikrostruktura trakasto izdužuje. Poznato je da je fosfor uzročnik krhkosti čelika. Krhkost čelika je izraženija čim je prisutan viši sadržaj ugljika, te što je viša temperatura austenitizacije. U iznimnim slučajevima neki čelici mogu imati povišen sadržaj fosfora radi poboljšanja rezljivosti (npr. čelici za obradu na automatima). Također, ponekad se korozijski postojanim austenitnim čelicima može dodati određena količina fosfora (do 0,1%), koji može povisiti granicu razvlačenja efektom precipitacije. Segregacije fosfora su nepoželjne u čelicima jer predstavljaju štetnu nehomogenost strukture. |
| Kisik            | -               | Kod niskougljičnih čelika, često je povišen maseni udio kisika, što dovodi do pojave oksida željeza (FeO). Prisutnost oksida FeO, kao i sulfida FeS, dovodi do pojave crvenog loma. Kisik povećava sklonost starenju čelika. Ovisno o raspodjeli i sadržaju kisik može utjecati i na smanjenje žilavosti čelika. Kisik se iz taline može ukloniti dezoksidacijom čelika, pri čemu nastaje Al2O3 i SiO2. |
| Kobalt           | -               | Kobalt ne stvara karbide, ali utječe na sprječavanje rasta kristalnog zrna pri visokim temperaturama. Zbog poboljšavanja vlačne čvrstoće i postojanosti na popuštanje pri povišenim temperaturama, kobalt se dodaje brzoreznim, alatnim i konstrukcijskim čelicima, koji su namijenjeni za rad pri povišenim temperaturama. Nepoželjan je u čelicima za dijelove nuklearnih energetskih postrojenja, jer stvara radioaktivan izotop kobalt-60. |
| Krom             | 0,5% – 2%       | Krom omogućava kaljenje čelika u ulju (čak i na zraku), jer povisuje prokaljivost čelika i snižava temperaturu početka stvaranja martenzita (Ms). Zbog afiniteta prema ugljiku, krom lako stvara karbide, pa se često dodaje čelicima za izradu reznih alata. Karbidi kroma povećavaju otpornost na trošenje, čime se povećava izdržljivost i trajnost oštrice proizvedenog alata. Dodatkom kroma kao legirajućeg elementa povisuje se toplinska čvrstoća, vatrootpornost i otpornost na djelovanje komprimiranog vodika. |
| Krom             | 4% – 18%        | Nužni uvjet za korozijsku postojanost čelika pri sobnoj temperaturi je legiranje s minimalno 12% kroma. Ako se uz krom (feritotvorac) ne dodaju elementi koji proširuju područje austenita (npr. Ni, Mn), niskougljični čelik s < 0,1% C i > 15% Cr posjedovat će postojanu feritnu mikrostrukturu od sobne temperature pa do temperature solidusa. Legiranje kromom utječe na sklonost pojavi krhkosti nakon popuštanja, ali se to može izbjeći dodatnim legiranjem s molibdenom. |
| Mangan           | 0,25% – 0,40%   | Mangan se najčešće koristi kao dezoksidator i desulfurizator tijekom proizvodnje čelika. Zbog velikog afiniteta prema sumporu, mangan stvara sulfid MnS, čime se sprječava negativno djelovanje sulfida FeS. Sprječavanje nastanka sulfida FeS je naročito važno kod čelika za automate (obrada odvajanjem čestica na automatima), koji zbog lakše obradljivosti moraju sadržavati čak do 0,4% sumpora. Mangan proširuje područje austenita, tj. snižava temperaturu Ac3 i Ac1 u odnosu na ugljične čelike. |
| Mangan           | > 1%            | Legiranjem s manganom povećava se prokaljivost čelika, a u nezakaljenim čelicima poboljšava se čvrstoća i žilavost. Dodatak svakih 1% mangana može dovesti do povišenja granice razvlačenja konstrukcijskih čelika za oko 100 N/mm2. Čelici poprimaju austenitnu mikrostrukturu, neovisno o sadržaju ugljika, ako je sadržaj mangana veći od 12%. |
| Molibden         | 0,2% – 5%       | Legiranjem s molibdenom (najčešće u kombinaciji s ostalim legirajućim elementima) povećava se prokaljivost i čvrstoća čelika, a sprječava pojava visokotemperaturne krhkosti popuštanja. Iz tog razloga, konstrukcijski čelici sadrže od 0,2 do 5% molibdena. Molibden je karbidotvorac, pa utječe na sitnozrnatost čelika i na otpornost na trošenje (npr. brzorezni čelici). U kombinaciji s kromom, molibden povećava otpornost čelika prema općoj i jamičastoj koroziji. |
| Nikal            | 2% – 5%         | Nikal kao legirajući element proširuje područje austenita, te zbog vrlo slabog afiniteta prema ugljiku ne stvara karbide. U precipitacijski očvrsnutim (PH) čelicima, nikal stvara intermetalne spojeve Ni3Ti i/ili Ni3Al. Zbog ekonomskih razloga (visoka cijena), nikal se gotovo uvijek legira u kombinaciji s drugim legirajućim elementima. |
| Nikal            | 12% – 20%       | Legiranjem s niklom može se povisiti žilavost konstrukcijskih čelika, kao i korozijska postojanost (uz minimalni dodatak 12% kroma). |
| Silicij          | 0,2% – 0,7%     | Povećava čvrstoću. |
| Silicij          | 2,0%            | Silicij se često koristi kao sredstvo za dezoksidaciju, te kao legirajući element koji povisuje čvrstoću, otpornost prema trošenju i granicu razvlačenja (npr. čelici za izradu opruga). Budući da silicij izrazito povisuje otpornost prema djelovanju topline, neizbježan je legirajući element koji se dodaje vatrootpornim čelicima (do 2,5%). |
| Silicij          | Viši postotak   | Poboljšava magnetska svojstva. |
| Niobij i tantal  | -               | Niobij i tantal zbog jednakog djelovanja na svojstva dolaze skoro uvijek zajedno kao legirajući elementi u čeliku. Budući da su izrazito jaki karbidotvorci, uglavnom se primjenjuju za stabilizaciju čelika postojanih na djelovanje kiselina. Niobij pored karbida može stvarati nitride i karbonitride, potpomagati nastanak sitnijeg zrna u čeliku i olakšavati precipitacijsko očvršćavanje. Kao legirajući element niobij se dodaje s ili bez dodatka vanadija u zavarljive sitnozrnate čelike povišene granice razvlačenja i čvrstoće (HSLA čelici), te u neke ultračvrste PH-čelike. |
| Olovo            | -               | Olovo se koristi kao legirajući element kod čelika za obradu odvajanjem čestica na automatima, jer pozitivno utječe na lomljenje strugotine i postizanje čiste obrađene površine. Olovo je netopivo u čeliku, te ne utječe na mehanička svojstva čelika. |
| Sumpor           | 0,08% – 0,15%   | U zavisnosti od načina proizvodnje, u čelicima uvijek ostaje 0,005 do 0,006%. Sumpor je glavni element odgovoran za pojavu segregacije (sulfida) u čeliku. Sulfid željeza (FeS) uzrokuje pojavu crvenog i bijelog loma (nastaje pri početnim temperaturama valjanja ili kovanja). Budući da talište sulfida FeS iznosi 985 °C, a topla prerada se provodi na temperaturi iznad 1000 °C, rastaljivanjem FeS dolazi do pojave “crvenog loma“ i smanjenja žilavosti. Zbog toga se čelici s višim sadržajem sumpora ne mogu deformirati u toplom stanju. Štetan utjecaj FeS uklanja se dodatkom mangana i stvaranjem sulfida MnS, koji ima znatno višu temperaturu taljenja (1610 °C) od temperature tople prerade čelika. Sumpor se namjerno dodaje u slučaju čelika namijenjenih obradi odvajanjem čestica na automatima. Razlog dodavanja sumpora takvim čelicima je taj što on snižava trenje između obratka i alatne oštrice, te omogućava lakše lomljenje strugotine. |
| Titanij          | -               | Titanij zbog svog izraženog afiniteta prema kisiku, dušiku, sumporu i ugljiku djeluje izrazito dezoksidirajuće, denitrirajuće i desulfurirajuće. Vezanjem s ugljikom, titanij stvara vrlo stabilan karbid TiC, pa se zajedno s niobijem i tantalom primjenjuje za stabilizaciju nehrđajućih čelika. Ako se nalazi u većim udjelima, može djelovati na precipitacijsko očvršćivanje stvaranjem intermetalnih spojeva Ni3Ti ili Ni3(Ti, Al). |
| Vanadij          | 0,15%           | Dodatkom vanadija kao legirajućeg elementa može se postići usitnjavanje primarnog austenitnog zrna. Budući da je vanadij jaki karbidotvorac i nitridotvorac u udjelima iznad 0,4%, povisuje otpornost na trošenje stvaranjem stabilnog karbida VC ili V4C3. Sposobnost stvaranja karbida VC ili V4C3 iskorištena je pri proizvodnji brzoreznih čelika, te alatnih i konstrukcijskih čelika, namijenjenih za rad pri povišenim temperaturama. |
| Vodik            | -               | Vodik predstavlja nepoželjan (štetan) element u čeliku. Vodik pripada skupini elemenata s najmanjim promjerom atoma, pa je brzina difuzije vodika u željezu vrlo visoka, tj. viša od brzine difuzije ugljika. Štetnost vodika se očituje u tome što on snizuje žilavost, a da pri tome ne raste čvrstoća i granica razvlačenja. Ako prodre u čelik, vodik dovodi do razugljičenja površine čeličnog proizvoda, te razara stabilne karbide (npr. Fe3C stvarajući metan CH4) i metalnu vezu između kristalnih zrna. |
| Volfram          | -               | Volfram kao legirajući element pripada skupini karbidotvoraca. Legiranjem čelika volframom sprječava se rast zrna, a time se posredno utječe i na povišenje žilavosti čelika. Budući da stvara karbide izrazito otporne na trošenje, volfram predstavlja nužni legirajući element za brzorezne čelike. |